# Cyclocoridae
Cyclocoridae – rodzina węży z nadrodziny Elapoidea.

## Rozmieszczenie geograficzne
Rodzina obejmuje gatunki występujące na Filipinach. 

## Systematyka

### Podział systematyczny
Do rodziny należą następujące rodzaje: 
- Cyclocorus Duméril, 1853
- Hologerrhum Günther, 1858
- Levitonius Weinell, Paluh, Siler & Brown, 2020 – jedynym przedstawicielem jest Levitonius mirus Weinell, Paluh, Siler & Brown, 2020
- Myersophis Taylor, 1963 – jedynym przedstawicielem jest Myersophis alpestris Taylor, 1963
- Oxyrhabdium Boulenger, 1893